# Peace Sells... But Who's Buying?
Peace Sells... But Who's Buying? è il secondo album in studio del gruppo musicale statunitense Megadeth, pubblicato il 19 settembre 1986 dalla Combat Records, a cui successe la Capitol Records.
Nel 2004 è stato remixato e rimasterizzato da Dave Mustaine.
L'album è stato l'ultimo che ha visto la partecipazione di Gar Samuelson alla batteria dei Megadeth, nonché l'ultimo, fino a The System Has Failed, con Chris Poland alla chitarra.

## Copertina
Da notare che l'immagine della copertina con il palazzo delle Nazioni Unite, messo in vendita dopo un attacco nucleare, è stata ripresa per l'album United Abominations.

## Descrizione
Rispetto all'album precedente, Peace Sells... But Who's Buying? presenta un sound più pulito e dei riff più taglienti e precisi. La produzione compie passi da gigante e la tecnica compositiva migliora notevolmente. Questo è in pratica l'album che sancisce il definitivo distacco del leader Dave Mustaine con i Metallica. Secondo la critica, Peace Sells... But Who's Buying? è la risposta dei Megadeth al più noto album degli storici rivali. Otto brani che bilanciano composizioni articolate e riff duri e veloci. Mustaine, coadiuvato da Chris Poland alla chitarra, dà libero sfogo alla sua creatività compositiva, mentre David Ellefson al basso dimostra di avere un'incredibile versatilità. Alla batteria Gar Samuelson dà un contributo di alto livello unendo virtuosismi ed elevato senso del ritmo. Tutto ciò fa di questo album uno dei più apprezzati nel panorama Thrash.
Nel giugno del 2017 la rivista Rolling Stone ha collocato l'album alla ottava posizione dei 100 migliori album metal di tutti i tempi.

## Tracce
Testi e musiche di Dave Mustaine, eccetto dove indicato.
1. Wake Up Dead – 3:40
2. The Conjuring – 5:04
3. Peace Sells – 4:04
4. Devils Island – 5:05
5. Good Mourning/Black Friday – 6:41
6. Bad Omen – 4:05
7. I Ain't Superstitious (Cover di Howlin' Wolf) – 2:46 (Dixon)
8. My Last Words – 4:47

Tracce bonus nella versione rimasterizzata
1. Wake Up Dead (Randy Burns Mix) – 3:40
2. The Conjuring (Randy Burns Mix) – 5:01
3. Peace Sells (Randy Burns Mix) – 4:00
4. Good Mourning/Black Friday (Randy Burns Mix) – 6:39

CD bonus nella 25th Anniversary Special Edition
Tutti i brani registrati dal vivo a Cleveland nel 1987
1. Intro
2. Wake Up Dead
3. The Conjuring
4. Bad Omen
5. Rattlehead
6. Killing Is My Business... And Business Is Good!
7. Looking Down the Cross
8. My Last Words
9. Peace Sells
10. These Boots Were Made for Walkin'
11. Devils Island
12. Last Rites/Loved to Deth
13. Mechanix

## Formazione
Gruppo
- Dave Mustaine - voce, chitarra
- Chris Poland - chitarra
- David Ellefson - basso, cori
- Gar Samuelson - batteria

Altri musicisti
- Mike Anderson & Paul Sudin - cori in Wake Up Dead, Devil's Island e Wake Up Dead (Randy Burns Mix)
- Casey McMackin & Randy Burns - cori in Good Mourning/Black Friday, My Last Words e Good Mourning/Black Friday (Randy Burns Mix)